# Philaenus communimacula
Philaenus communimacula är en insektsart som först beskrevs av Costa 1834.  Philaenus communimacula ingår i släktet Philaenus och familjen spottstritar. Inga underarter finns listade i Catalogue of Life.